# Ђампијероне (Пистоја)
Ђампијероне је насеље у Италији у округу Пистоја, региону Тоскана.
Према процени из 2011. у насељу је живело 64 становника. Насеље се налази на надморској висини од 254 м.